# Peter Lageweg
Peter Lageweg (19 december 1985) is een Nederlands voormalig topkorfballer. Lageweg werd meerdere malen Nederlands en Europees kampioen met DOS'46. In seizoen 2008-2009 werd Lageweg verkozen tot Beste Korfballer van Nederland.

## Spelerscarrière
Lageweg begon met korfbal bij Wordt Kwiek. Hier doorliep hij de jeugdteams totdat hij in 2002 verruilde van club en naar het grotere DOS'46 ging.

### DOS'46
Bij DOS'46 kwam Lageweg terecht bij een club dat al in de hoogste competitie speelde. Vanaf seizoen 2003-2004 kreeg de ploeg een nieuwe hoofcoach, namelijk Herman van Gunst. Onder Van Gunst kreeg Lageweg zijn speelminuten in het eerste team en kwam lageweg samen te spelen met Casper Boom, André Kuipers en Mirjam de Kleijn.
In seizoen 2004-2005 stond Lageweg in de zaalcompetitie in de finale. In de finalewedstrijd verloor DOS'46 kansloos van PKC met 21-11. 
In de 2 seizoenen erna nam DOS'46 sportieve wraak door in 2006 en 2007 de zaaltitel wel te winnen.
Vooral seizoen 2006-2007 was een bijzonder seizoen omdat DOS'46 zowel de zaal- als de veldtitel won.
In seizoen 2007-2008 stond Lageweg met DOS'46 voor de 4e keer op rij in de zaalfinale. In deze finale was echter Koog Zaandijk te sterk. Het seizoen erna, 2008-2009 stond DOS'46 weer in de finale en won de titel terug. In de finale won de ploeg van Koog Zaandijk met 26-23, na verlenging.
Na deze zaaltitel stopte Lageweg bij DOS46. Hij wilde een break in het topkorfbal. Zijn vertrek bij DOS'46 kwam hard aan, aangezien Lageweg zojuist was uitgeroepen tot Korfballer van het Jaar.

### LDODK
Na 1 jaar afwezigheid als speler kwam Lageweg terug in het korfbal. Dit maal bij de Friese club LDODK, een ploeg in opbouw dat in de Hoofdklasse speelde, 1 niveau onder de Korfbal League.
In zijn eerste seizoen bij LDODK, 2010-2011 werd LDODK net 3e in de Hoofdklasse B en miste nipt de play-offs.
In het seizoen erna, 2011-2012 werd de ploeg 2e in de Hoofdklass B en plaatste zich zodoende voor de play-offs.
LDODK had van alle 4 playoffploegen de minste punten behaald in het seizoen en daardoor was de ploeg geen titelfavoriet. In de play-off serie won LDODK van Tempo en plaatste zich zodoende voor de Hoofdklasse Finale. In deze finale versloeg LDODK zijn tegenstander OVVO met 22-20 en verdiende zo de promotie naar de Korfbal League.
Na deze 2 seizoenen bij LDODK stopte Lageweg als speler.

## Erelijst
- Korfbal League kampioen zaalkorfbal, 3x (2006, 2007, 2009)
- Ereklasse kampioen veldkorfbal, 1x (2007)
- Europacup kampioen zaalkorfbal, 2x (2007, 2008)
- Beste Korfballer van het Jaar, 1x (2009)
- Beste Jonge speler, 2x (2006, 2007)

## Statistieken
| Naam          | KL seizoenen | Wedstrijden | Goals | Gemiddeld | Rebounds | Strafworpen |
| ------------- | ------------ | ----------- | ----- | --------- | -------- | ----------- |
| Peter Lageweg | 4            | 84          | 367   | 4,3       | 676      | 110         |

## Oranje
Ondanks dat Lageweg vele prijzen op zijn naam heeft staan heeft hij geen officiële interlands met het Nederlands korfbalteam gespeeld.

## Coach
Na zijn carrière als speler is Lageweg trainer/coach geworden. Zo was hij van 2013 tot 2016 coach bij LDODK en vanaf 2016 is hij coach bij de selectie van DOS'46.